# پلدارک
پَلدارک جماعت و شهرکی در شمال غربی تاجیکستان است که در ناحیهٔ مست‌چاه ولایت سغد قرار دارد. جمعیت این جماعت ۱۵٬۶۸۰ نفر است.